# Zadono-Kagalnickaja
Zadono-Kagalnickaja (ros. Задоно-Кагальницкая) – stanica w Rosji, w obwodzie rostowskim, w rejonie siemikarakorskim. W 2021 liczyła 1916 mieszkańców.